# Lena Petermann

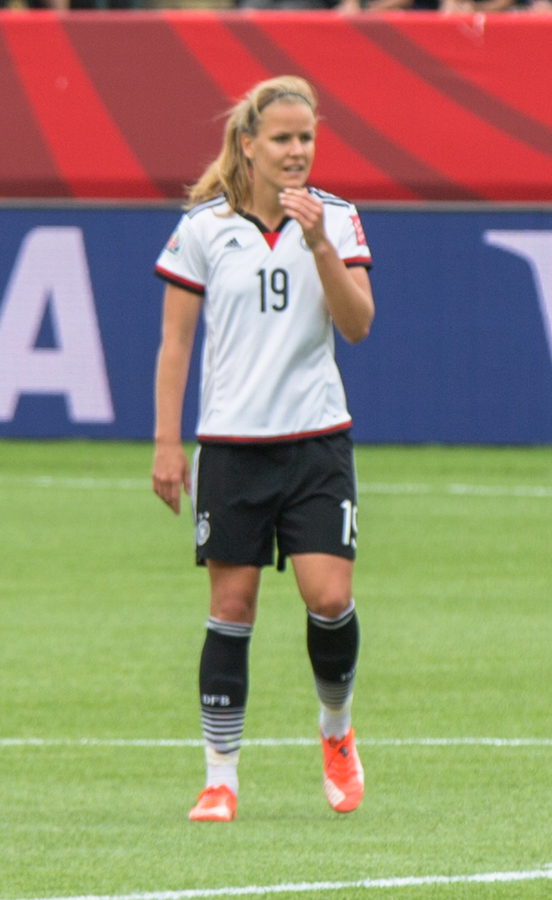
Lena Petermann i den tyska landslagsdressen vid världsmästerskapet i fotboll för damer 2015.

Lena Petermann, född den 5 februari 1994 i Cuxhaven, är en tysk fotbollsspelare (anfallare) som för närvarande representerar klubben SC Freiburg.
Hon var en del av Tysklands trupp i VM i Kanada år 2015. I turneringen fick Petermann speltid i gruppspelsmatcherna mot Elfenbenskusten och Thailand, samt i bronsmatchen mot England. Hon gjorde två mål i turneringen, båda mot Thailand.
Petermann gjorde sin debut i landslaget i en match mot Kina den 6 mars 2015.